# Sigmodota contorta
Sigmodota contorta is een zeekomkommer uit de familie Chiridotidae.
De wetenschappelijke naam van de soort werd in 1875 gepubliceerd door Hubert Ludwig.